# Point périodique

Diagramme explicatif du point périodique de période 4 du système dynamique discret f

En mathématiques, un point périodique pour une fonction est un point fixe pour l’une des fonctions itérées. La période de ce point est alors la période de la suite récurrente associée.
De tels points périodiques apparaissent facilement avec une suite logistique lorsque le paramètre μ dépasse la valeur 3.
Le théorème de Charkovski donne un ordre sur les périodes pouvant apparaitre dans les suites récurrentes réelles simples associée à une fonction donnée.